# چشمه‌سار
چشمه‌سار جماعت و شهرکی در شمال‌غربی تاجیکستان است که در ناحیهٔ باباجان غفورف ولایت سغد قرار دارد. نام پیشین این منطقه اوتکان‌سای بوده‌است. جمعیت این جماعت ۷٬۳۲۰ نفر می‌باشد.